# Topologie des entiers uniformément espacés
En topologie, une branche des mathématiques, la topologie des entiers uniformément espacés est la topologie sur l'ensemble des entiers relatifs ℤ = {…, −2, −1, 0, 1, 2, …} engendrée par la famille de toutes les progressions arithmétiques. C'est un cas spécial de topologie profinie  sur un groupe. Cet espace topologique particulier a été introduit en 1955 par Furstenberg qui l'a utilisée pour démontrer l'infinité des nombres premiers.

## Construction
Une progression arithmétique associée à deux nombres entiers a et k, avec k ≠ 0, est l'ensemble des entiers
{\displaystyle a+k{\mathbf {Z} }:=\{a+k\lambda :\lambda \in {\mathbf {Z} }\}.}
Construire une topologie sur l'ensemble Z signifie que l'on choisit quels sous-ensembles de Z sont déclarés ouverts, de telle façon que les axiomes suivants soient satisfaits :
1. L'union d'ensembles ouverts est un ensemble ouvert.
2. L'intersection finie d'ensembles ouverts est un ensemble ouvert.
3. ℤ et l'ensemble vide ∅ sont des ensembles ouverts.

La famille de toutes les progressions arithmétiques ne satisfait pas ces axiomes : l'union de progressions arithmétiques n'est pas une progression arithmétique en général, par exemple {1, 5, 9, …} ∪ {2, 6, 10, …} = {1, 2, 5, 6, 9, 10, …} n'est pas une progression arithmétique. De sorte que la topologie des entiers uniformément espacés est définie par la topologie engendrée par la famille des progressions arithmétiques. C'est la plus petite topologie qui contient comme ensembles ouverts la famille de toutes les progressions arithmétiques : c'est-à-dire que les progressions arithmétiques forment une prébase de cette topologie. Puisque l'intersection d'une collection finie de progressions arithmétiques est également une progression arithmétique, la famille des progressions arithmétiques est même une base pour la topologie, ce qui signifie que tout ensemble ouvert est une union de progressions arithmétiques,.

## Propriétés
- Tous les ensembles {\displaystyle a+k{\mathbf {Z} }} pour tout {\displaystyle a,k} entiers et {\displaystyle k\neq 0} sont ouverts et fermés.
- Cette topologie est strictement moins fine que la topologie discrète usuelle.
- ℤ muni de cette topologie est totalement discontinu et métrisable. Il n'est pas localement compact.